# 北流戰鬥
北流戰鬥發生於1930年2月13日－18日，地點則是在中國桂南一帶，是國民革命軍內部所發生的內戰戰鬥之一。北流戰鬥的交戰雙方，一方為十九路軍蔣光鼐部，另一方為粵軍張發奎部。